# Selendang Ayu (schip, 1998)
De Selendang Ayu was een Panamax bulkcarrier die onder Maleisische vlag voer en uitgebaat werd door IMC Shipping. Op 8 december 2004 kwam het schip aan de grond te zitten en brak vervolgens in twee op de rotsen voor de kust van Unalaska Island dat deel uitmaakt van de Aleoeten. De ramp werd veroorzaakt door motorpech in combinatie met ernstig stormweer, waardoor het schip is gaan driften. Bij de ramp kwamen naar schatting 336.000 gallon (1.271.898 l) zware stookolie en dieselolie, en 60.000 ton sojabonen in zee terecht. Het overgrote deel spoelde aan op de rotsige stranden van het eiland en bedekte kilometers kustlijn. In totaal zijn 6 bemanningsleden om het leven gekomen toen een reddingshelikopter overspoeld werd door een golf en in zee stortte.

## De laatste reis

### Vertrek

North Pacific great circle route (rood)

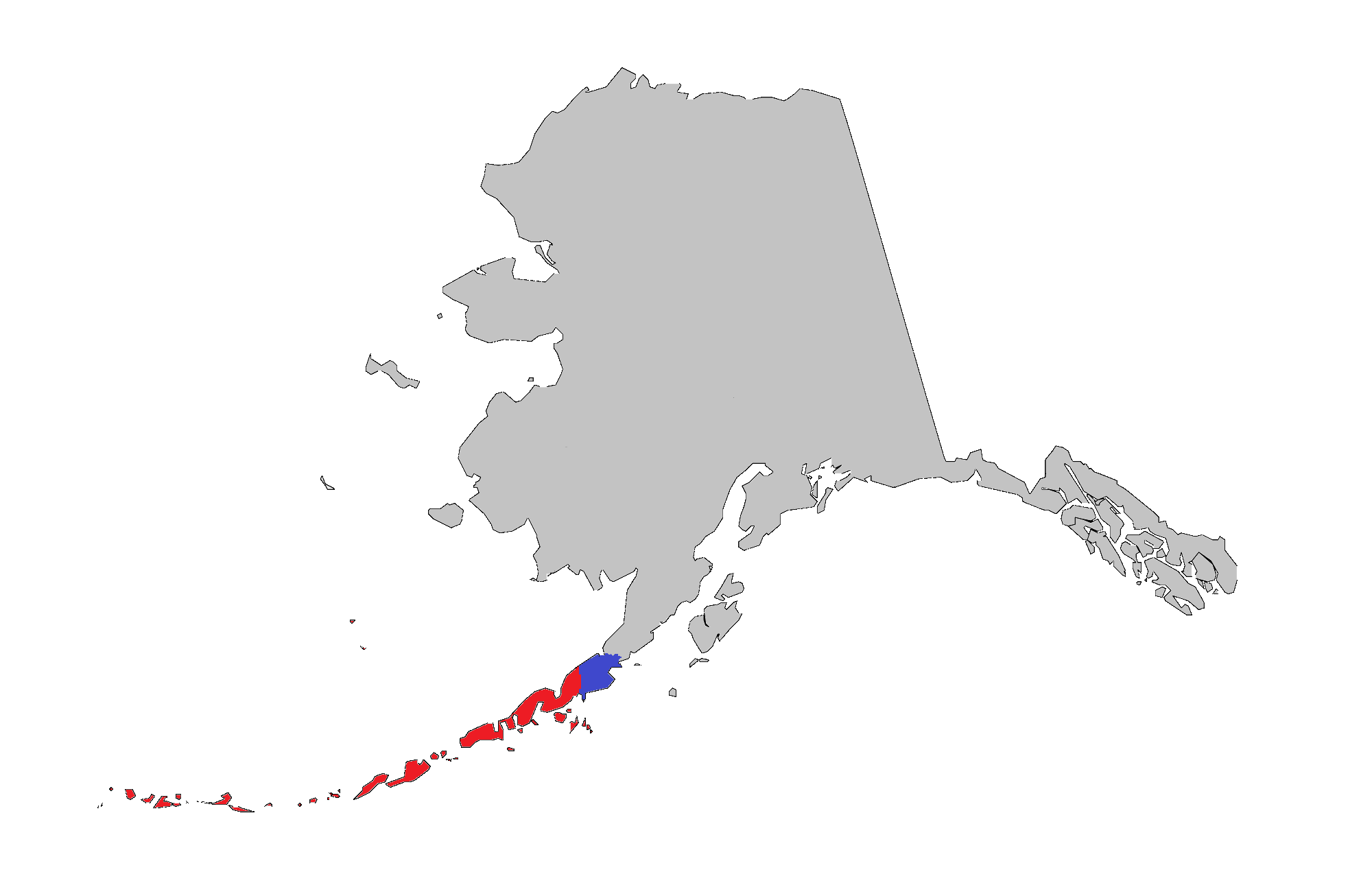
De Aleoeten

Op 28 november 2004 verliet de Panamax bulkcarrier Selendang Ayu, varende onder Maleisische vlag en uitgebaat door IMC Shipping, de haven van Seattle met als bestemming Xiamen. Aan boord bevond zich een lading van 60.200 ton sojabonen en 1.600 ton stookolie in haar bunkers. De 26-koppige bemanning bestond voornamelijk uit Indiërs en Filippino's.
Het schip voer volgens een grootcirkel en zette na passage door de Straat van Juan de Fuca koers richting Unimak Pass in de Aleoeten om zo in de Beringzee terecht te komen. Onderweg stond een westenwind tussen 7 en 11 Bft met een gemiddelde tussen 8 en 9 Bft. Hierdoor stampte het schip hevig en nam veel water aan dek. Wanneer nodig, werd de snelheid van het schip verminderd om de motor te sparen. Tussen Seattle en Unimak Pass was de gemiddelde snelheid 9,5 knopen (17,6 km/h). De avond van 5 december werd Unimak Pass bereikt.

### Motorpech
Op maandag 6 december om 12h00 AKST werd de motor stilgelegd nadat er een waterstraal uit de 3e cilinder was vastgesteld. De oorzaak bleek al gauw een gebarsten binnenbekleding van de cilinder. Op dat moment bevond het schip zich 100 mijl ten noordwesten van de dichtstbijzijnde haven Dutch Harbor. Na het nakijken van de motor werd beslist om de 3e cilinder af te zonderen en met de resterende 5 cilinders aan een verminderde snelheid door te varen naar de ankerplaats in Dutch Harbor om daar de cilinder te herstellen. Omstreeks 21h00 die avond trachtte men de motor opnieuw op te starten, maar dit bleek niet mogelijk. Intussen was de wind toegenomen van 6 Bft naar 8 Bft en blies uit het noordwesten. Het schip bleef op die manier zuidoostwaarts driften richting de kust van Unalaska met een snelheid van ongeveer 1,6 knopen (3 km/h). In samenspraak met de technische superintendent van IMC Shipping en de vertegenwoordiger van de motorfabrikant werden verscheidene pogingen ondernomen om de motor te herstarten.

### Sleepoperatie
In de ochtend van 7 december, werd om 2h45 de Coast Guard verwittigd via satelliettelefoon. Ongeveer een uur later werden via de kapitein regelingen getroffen voor een sleepboot. IMC Shipping huurde de zeesleepboot Sidney Foss in. Omstreeks 6h30 kwam aan het licht dat 4 van de 6 cilinders een gebroken zuigerveer hadden. Het gebrek aan compressie was mogelijks de reden waarom de motor niet meer wilde opstarten. Aangezien de 6e cilinder er het ergst aan toe was, werd besloten om enkel die zuigerveren te vervangen. Door de zeer slechte weersomstandigheden is de bemanning er echter nooit in geslaagd dit te voltooien.

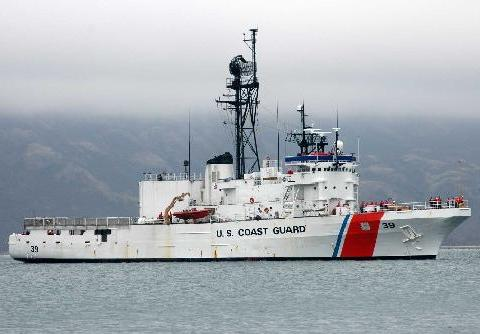
Alex Haley

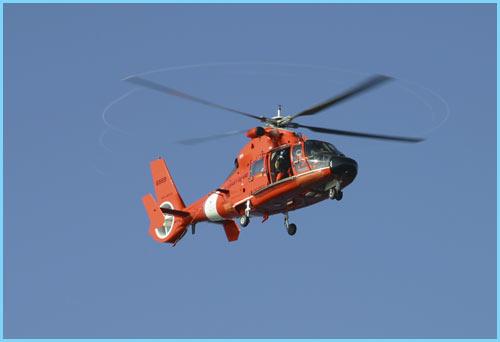
HH-65 Dolphin helikopter

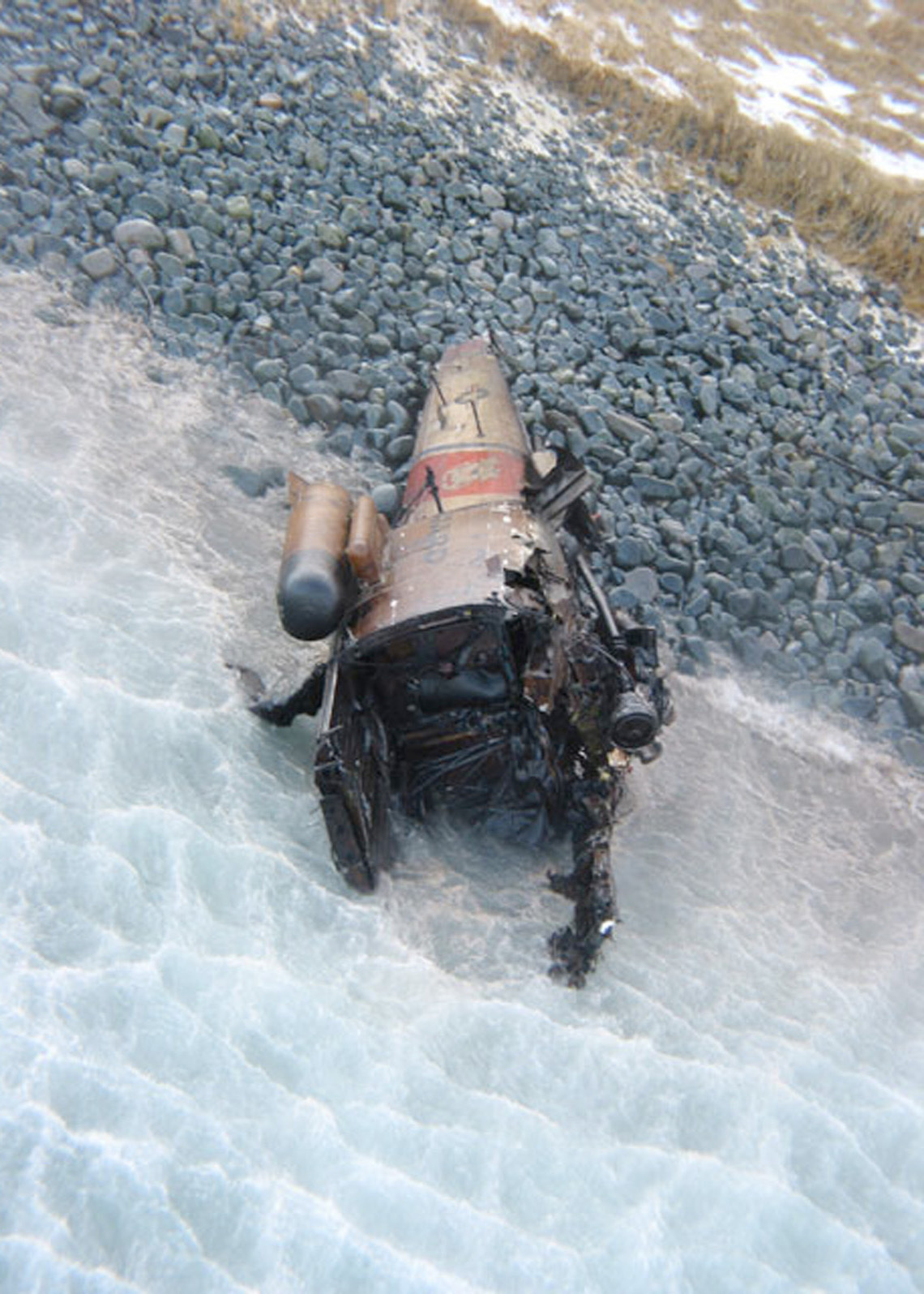
Neergestorte HH-60 Jayhawk

Om 11h00 arriveerde het schip van de US Coast Guard, de Alex Haley ter plaatse. Aan boord van dit schip bevond zich een HH-65 Dolphin helikopter bedoeld voor korte vluchten. Hierbovenop mobiliseerde de US Coast Guard omstreeks 12h55 twee HH-60 Jayhawk helikopters van de basis in Kodiak naar Cold Bay voor een mogelijke evacuatie van de Selendang Ayu. De Alex Haley hield toezicht en nam de Selendang Ayu tijdelijk op sleeptouw in een poging om haar drift te verminderen in afwachting van de komst van de sleper Sidney Foss. Het was al na zonsondergang toen de Sidney Foss ter plaatse arriveerde om 18h30. Op dat moment beukten golven van 25 ft (7,62m) en noordwestenwind van 45 tot 55 knopen (81,5-101,9 km/h) in op de zijkant van het schip. Om 20h20 was de Sidney Foss in gereedheid gebracht om te beginnen slepen. De Sidney Foss probeerde de boeg van de Selendang Ayu in de wind te draaien en haar naar het noordwesten te slepen, maar slaagde hier niet in. Wel kon het de driftsnelheid halveren van 3 naar 1,5 knoop.
Een tweede sleper, James Dunlap werd door IMC ingehuurd. De bedoeling was om met een extra sleeplijn, vastgemaakt aan de achtersteven, de boeg toch in de wind te draaien en vervolgens het schip weg te slepen van Unalaska. Om 7h32 in de ochtend van 8 december, kort na aankomst van de James Dunlop, brak echter de sleeplijn van de Sidney Foss en lieten de weersomstandigheden het niet toe een nieuwe lijn te bevestigen. De Selendang Ayu bleef intussen afstevenen op de kustlijn van Unalaska en dreigde aan de grond te lopen. Om het daarbij potentiële gevaar van een grote olievlek te vermijden werd om 9h45 alvast zoveel mogelijk brandstof naar dieper gelegen tanks gepompt en werd deze niet langer verwarmd zodat de viscositeit zou toenemen. Vanaf 11h15 werd het bakboord-anker van de Selendang Ayu neergelaten, maar dit was niet in staat het driften te stoppen. Het stuurboord-anker kon aanvankelijk niet worden gelost omdat de ankerketting van het bakboord-anker in de weg zat.

### Evacuatie van de bemanning
Op aandringen van de kustwacht ging de kapitein akkoord om te starten met de evacuatie van 18 bemanningsleden die niet essentieel waren om de noodsituatie onder controle te krijgen. De twee eerder gemobiliseerde HH-60 Jayhawk helikopters kwamen in actie. Op 8 december, omstreeks 14h00 begon de eerste helikopter negen bemanningsleden omhoog te hijsen en zette ze 50 minuten later op het dek van de Alex Haley af. Kort daarna werden de volgende negen bemanningsleden door de tweede helikopter opgepikt en rechtstreeks naar een verzamelplaats op Unalaska gevlogen, om vervolgens verder te vliegen naar Dutch Harbor. De Selendang Ayu bevond zich op dat moment ongeveer 1 mijl van het strand.
De resterende bemanning probeerde de motor nog te herstellen totdat het schip aan de grond liep om 17h05. Daarop besliste de kapitein om de rest van de bemanning te laten evacueren. De Coast Guard riep een HH-60 Jayhawk helikopter uit Dutch Harbor terug en tevens werd de HH-65 Dolphin helikopter van de Alex Haley gelanceerd. Beide helikopters waren ter plaatse om 18h03, maar de voorkeur ging naar de grotere HH-60 Jayhawk. Toen enkel nog de kapitein en de duiker van de helikopter moesten worden omhoog gehesen, sloeg een ongezien grote golf in op de boeg van het schip. Het opspattende water overspoelde de HH-60 Jayhawk en blokkeerde zijn motor. Het toestel stortte vervolgens in zee. De bemanning van de helikopter en 1 bemanningslid van het schip konden gered worden door de HH-65 Dolphin helikopter van de Alex Haley. Zes bemanningsleden van het schip kwamen om het leven en de zoektocht naar hun lichamen werd stopgezet op 10 december. Om 19h13 brak de Selendang Ayu in twee op de rotsen. Iets meer dan een uur later werden de kapitein en de duiker door de HH-65 Dolphin helikopter van boord gehaald.

## Milieu-impact

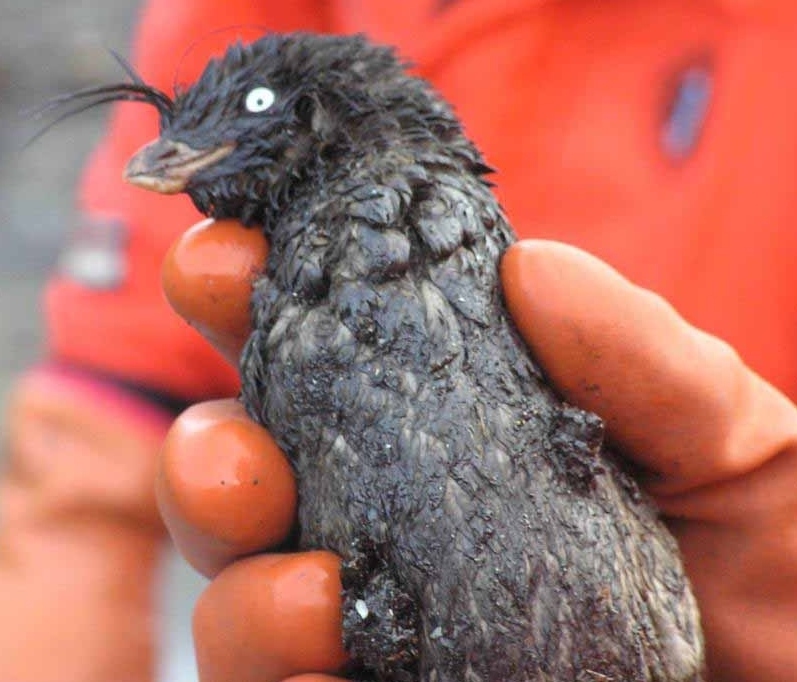
besmeurde kuifalk

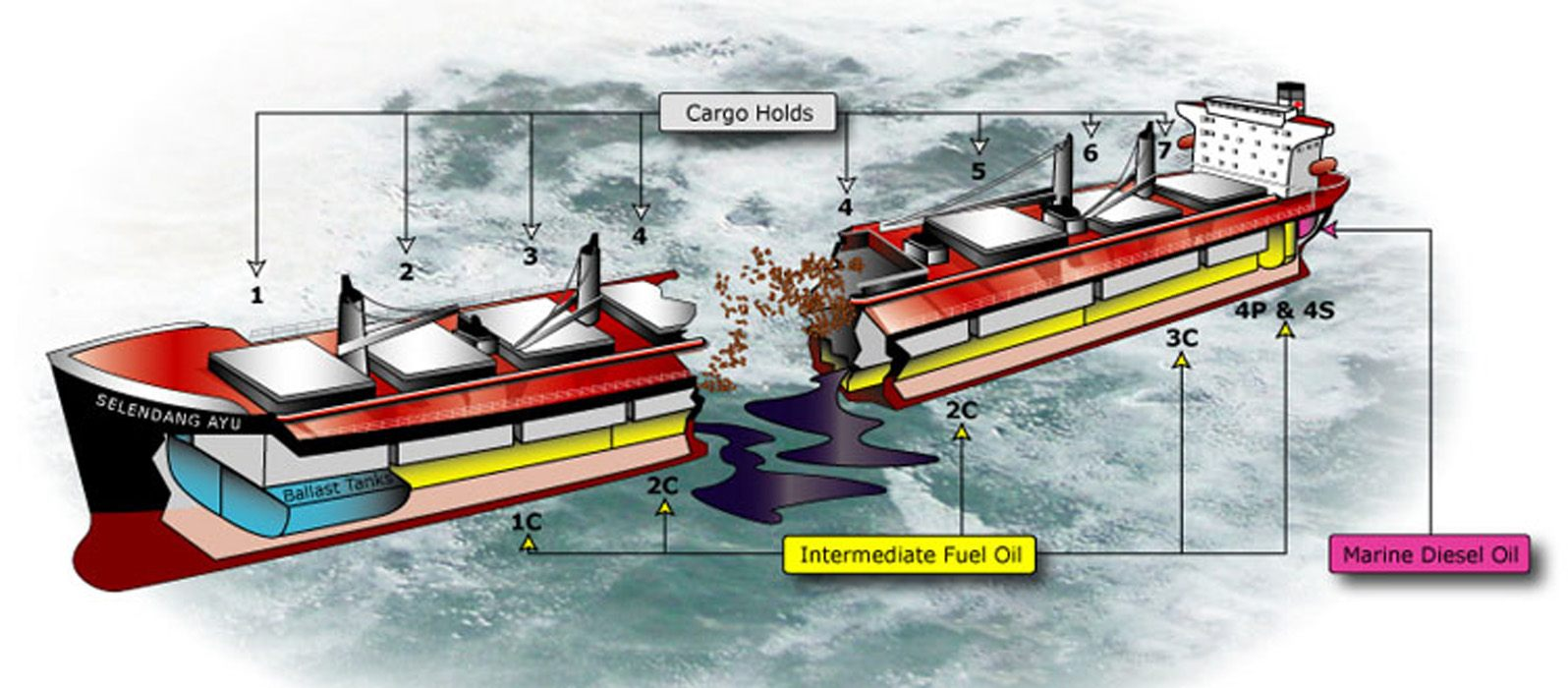

Nadat het schip in twee brak, belandde ongeveer 336.000 gallon (1.271.898 l) olie en 60.000 ton sojabonen in zee. De met olie besmeurde kadavers van meer dan 1600 vogels en 6 zeeotters werden verzameld. Het opruimen van de kadavers is belangrijk om de secundaire besmetting van aaseters tegen te gaan. De totale opruimwerkzaamheden duurden tot 29 juni 2006. De tonnen sojabonen werden niet actief opgeruimd en het rottingsproces had als gevolg dat schelpdieren stierven door een te laag zuurstofgehalte in het water.

## Berging
Op 15 december 2004 werd een contract gesloten met SMIT Americas om de resterende brandstof uit het wrak te verwijderen. De keuze voor deze bergingsfirma kwam er na het voorstel om gebruik te maken van heavy-lift helikopters in plaats van de olie over te pompen in een ander schip. Op die manier kon men flexibeler werken tussen de stormen in.

## Getroffen schikking
In 2009 werden in de rechtbank vordering geregeld tussen de overheid en de uitbater en eigenaar van het schip. Onder de voorwaarden van de schikking betaalden IMC Shipping en Ayu Navigation een boete van $9 miljoen en $102,5 miljoen opruimingskosten voor de ontstane vervuiling. Dit was tot dan toe de grootste geldboete voor olieverlies die Alaska opstreek met uitzondering van de Exxon Valdez.